# 関口奈美
関口 奈美（せきぐち なみ、1985年5月31日 - ）は、日本のフリーアナウンサー、気象予報士、防災士。ウェザーマップ所属、気象キャスターネットワークメンバー。

## 経歴
群馬県前橋市出身。群馬県立前橋女子高等学校、早稲田大学教育学部英語英文学科を卒業後帰郷。アナウンサー志望であったこともあり、2008年に地元のNHK前橋放送局に契約キャスターとして入った。在籍時には地上デジタル放送推進大使も務めた。
学生時代から気象に関心を持っていた訳ではなかったが、現場取材等において天気を意識して行動することが多かったことや、日々の会話に天気の話題がのぼることも多いため、知識を深めて仕事に生かしたい思うようになった。そして、気象予報士試験の学習を始めるが、その最中の2009年7月、館林市において竜巻被害が発生。被災を目の当たりにして、資格取得に向けての学習により一層力が入った。翌年3月に気象予報士試験に合格。また同年6月には防災士の資格も取得した。このほか健康気象アドバイザー等の資格も有する。
NHKとの3年契約の満了後は再び上京し、ウェザーマップに籍を置き本格的に気象予報士としての活動を開始、今に至る。
2020年3月にNHKでの番組出演を終了。それと同時に一般男性との結婚を発表し、海外在住を予定していることを公表した。以降もブログとツイッターは更新。本来は9月に渡米予定だったが、新型コロナウイルス感染症流行の影響により渡米が遅れていて、早くて年明けになると話している。

## 出演番組
- こんにちはいっと6けん（2008年4月 - 2011年3月、NHK東京総合） - 群馬県の話題
- FMトワイライト群馬（同上、NHK前橋FM）
- E morning（2011年4月 - 同年9月、テレビ東京） - 気象情報、Eさんぽ
- Mプラス 11（2011年10月 - 2012年3月、テレビ東京） - 気象情報
- TXNニュース（土曜夕方・2012年4月 - 2013年3月、テレビ東京） - 気象情報
- 情報まるごと（2013年8月5日? 7日、NHK総合） - 気象情報、加藤祐子休暇時の代理
- 首都圏ネットワーク（2013年4月 - 2020年3月19日、NHK東京総合） - 気象情報
- 首都圏ニュース845（2016年4月 - 2020年3月29日、NHK東京総合） - 気象情報（隔週）